# لا هينوخوسا (قونكة)
بلدية لا هينوخوسا (بالإسبانية: La Hinojosa)‏، هي إحدى بلديات مقاطعة قونكة إحدى مقاطعات إسبانيا، و التي تقع في منطقة قشتالة لا منتشا وسط البلاد، و المائلة لجهة الشرق من إسبانيا.
يبلغ عدد سكانها 280 نسمة وفقاً لإحصائية سنة (2007).